# Río Hueninca
Río Hueninca es un río ubicado en el sector lacustre de la comuna de Panguipulli, en la Región de los Ríos, Chile.

## Curso
El Río Hueninca o Canal Hueninca es el río de corta longitud por donde se vierten las aguas del Lago Calafquén hasta el Lago Pullinque. Se encuentra cerca de los poblados indígenas de Tralahuapi y Curihue ubicados en la península de Huichoco. Se accede a él a través de la ruta T-253.